# Caleb Walton West
Pour les articles homonymes, voir West.
Caleb Walton West, né le 25 mai 1844 à Cynthiana (Kentucky) et mort le 25 janvier 1909 à Oakland, dans le comté d'Alameda en Californie, est un homme politique américain.

## Biographie
Né à Cynthiana dans le comté de Harrison au Kentucky, West, vétéran confédéré, devient juge municipal du Kentucky.
Il est gouverneur du territoire de l'Utah à deux reprises, entre 1886 et 1888 et entre 1893 et 1896, la dernière avant la création de l'État d'Utah.